# Матч за звання чемпіона світу із шахів 1889
Другий чемпіонат світу з шахів був проведений у Гавані з 20 січня по 24 лютого 1889 року. Чинний чемпіон світу Вільям Стейніц з результатом 10½ — 6½ переміг претендента Михайла Чигоріна.

## Хід матчу
На момент матчу Вільгельм Стейніц був беззаперечним світовим лідером з шахів. Його ідеї позиційної гри набагато випереджували своє покоління, тому рівних цьому австрійцу годі було й шукати. Але несподівано увірвавшийся в шахову еліту росіянин Михайло Чигорін швидко став першим претендентом на шахову корону. Ідеї Чигоріна згодом стануть фундаментом радянської шахової школи, яка буде домінувати у всьому світі протягом цілого століття.
Матч розпочався у столиці Куби Гавані з перемоги російського чемпіона. У наступній партії перемогу здобув Стейніц, а потім знову Чигорін. Після перемоги росіянина у третій партії Стейніц виграв двічі поспіль. Згодом вже двічі поспіль переміг Чигорін. Далі тричі переміг австрієць (в якого тоді був американський паспорт), на що росіянин відповів лише однією перемогою. Почергувавши перемоги в 11, 12 та 13 партіях, до серйозних дій перейшов діючий чемпіон: Стейніц в дуже легкому стилі переміг свого суперника тричі поспіль та закінчив матч нічиєю у 17 партії (єдина нічия за матч!). Після цієї нічиєї Стейніц зберіг звання чемпіона світу, здобувши 10 перемог у 17 партіях та лише одну звевши унічию. Чигоріну ж вдалося виграти всього п'ять партій.

## Результати
Матч складався з двадцяти ігор; перший гравець, щоб набирав 10½ або вигравав десять партій, вигравав чемпіонат. У випадку нічиї 10-10 гравці мали продовжувати, поки хтось не виграє десять ігор. Якщо це доходило до нічиєї з дев'яти ігор, Стейніц зберігав би титул.
|                                     | 1 | 2 | 3 | 4 | 5 | 6 | 7 | 8 | 9 | 10 | 11 | 12 | 13 | 14 | 15 | 16 | 17 | Очки | Перемоги |
| ----------------------------------- | - | - | - | - | - | - | - | - | - | -- | -- | -- | -- | -- | -- | -- | -- | ---- | -------- |
| Михайло Чигорін (Російська імперія) | 1 | 0 | 1 | 0 | 0 | 1 | 1 | 0 | 0 | 0  | 1  | 0  | 1  | 0  | 0  | 0  | ½  | 6½   | 6        |
| Вільям Стейніц (Сполучені Штати)    | 0 | 1 | 0 | 1 | 1 | 0 | 0 | 1 | 1 | 1  | 0  | 1  | 0  | 1  | 1  | 1  | ½  | 10½  | 10       |